# Juan Carlos González (calciatore cileno)
Juan Carlos González Izurieta (Santiago del Cile, 13 novembre 1968) è un ex calciatore cileno, di ruolo Difensore.